# Asperula comosa
Asperula comosa är en måreväxtart som beskrevs av Schönb.-tem.. Asperula comosa ingår i släktet färgmåror, och familjen måreväxter. Inga underarter finns listade i Catalogue of Life.